# Araeopaschia
Araeopaschia is een geslacht van vlinders van de familie snuitmotten (Pyralidae), uit de onderfamilie Epipaschiinae.

## Soorten
- A. demotis (Meyrick, 1887)
- A. rufescentalis Hampson, 1906